# Sushil Kumar Mukerji
Sushil Kumar Mukerji (Barisal, Bengala; 13 de octubre de 1914-18 de noviembre de 2006) fue un botánico, conservador indio

## Eponimia
Especies
- (Lamiaceae) Leucas mukerjiana Subba Rao & Kumari[1]
- (Rubiaceae) Mycetia mukerjiana Deb & R.M.Dutta[2]